# Xiphos
Ne doit pas être confondu avec Xiphos (logiciel).

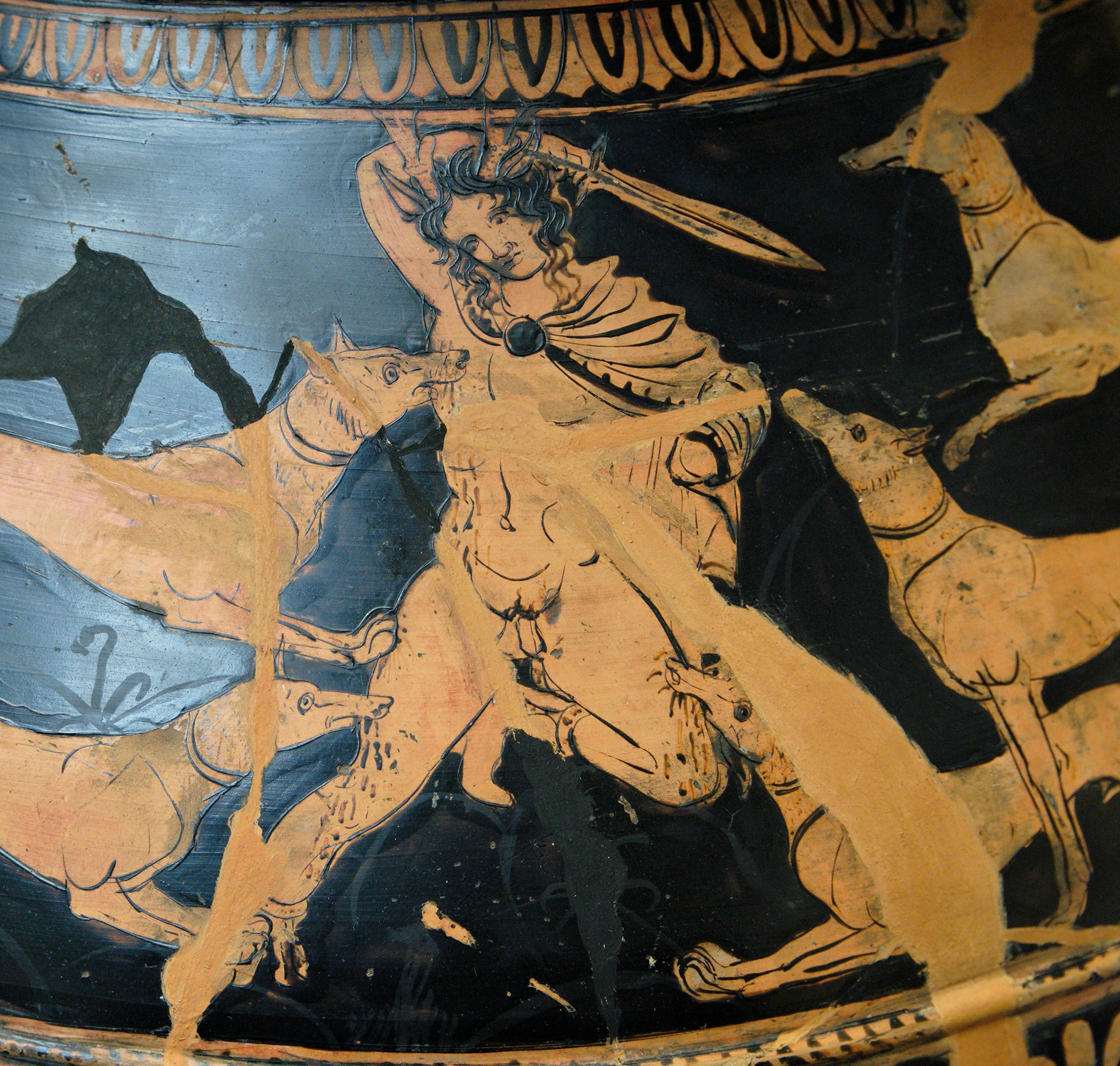
Actéon brandissant un xiphos.

Le xiphos (en grec ancien ξίφος / xiphos) est une courte épée utilisée dans la Grèce antique et qui est apparue durant l'âge de fer, possiblement issue du type Naue II commun vers la fin de l'âge de bronze et qui lui est fortement similaire, différant principalement par la morphologie de sa garde.
En raison de la forte influence grecque dans ces régions, le xiphos fut également majoritairement utilisé en Italie notamment par les Étrusques ; quelques épées furent retrouvées dans des tombes du Latium et de nombreuses dépictions artistiques attestent de sa présence jusque dans le nord de cette région, comme sur des stèles de grès trouvées dans la région de Bologne.
De telles épées furent probablement aussi utilisées par l'armée Romaine durant la période Régale et le début de la période Républicaine, avant d'êtres remplacées par divers épées d'origine Celtique.

## Caractéristiques
Le xiphos a une lame en fer d'environ 30 à 50 cm de long à double tranchant, atteignant environ 60 centimètres pour les exemplaires italiques. La lame est en forme de feuille, ce qui permet de l'utiliser en mouvement de taille au-dessus du bouclier et lui confère une certain polyvalence. Sa garde est discrète, mais suffisamment efficace pour parer les coups d'une autre épée du même genre comme on en voyait à cette époque.
Le xiphos est avant tout l'épée des hoplites puis des phalangites macédoniens. Le xiphos pourrait être l'une des épées à l'origine du « hispano gladio », ou glaive ibérique, massivement utilisé par les Romains durant l'époque Républicaine, mais les épées Celtibères et Celtes telles que celles du type La Tène B sont généralement privilégiés comme ancêtres directs.

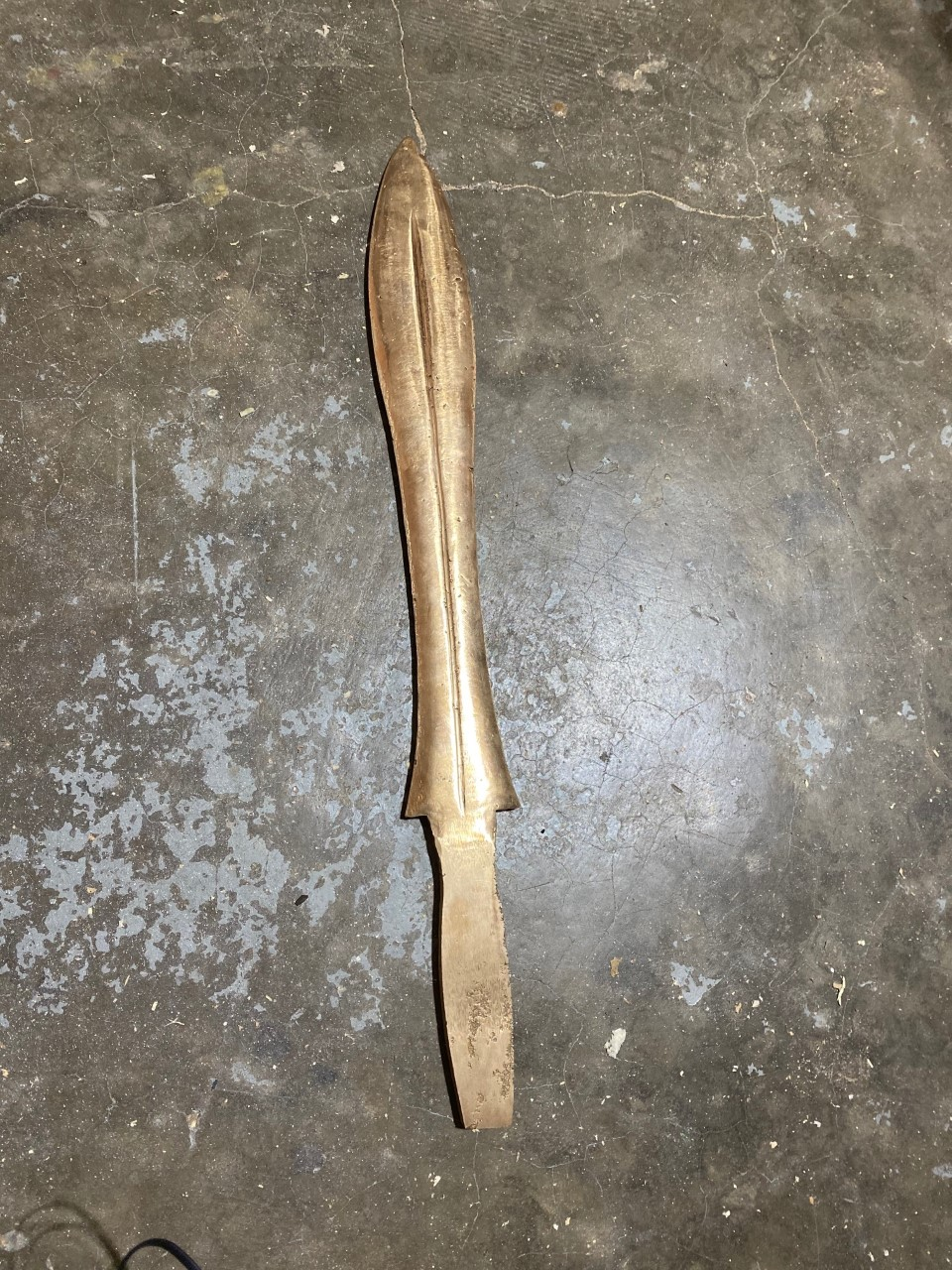
Lame d'un xiphos
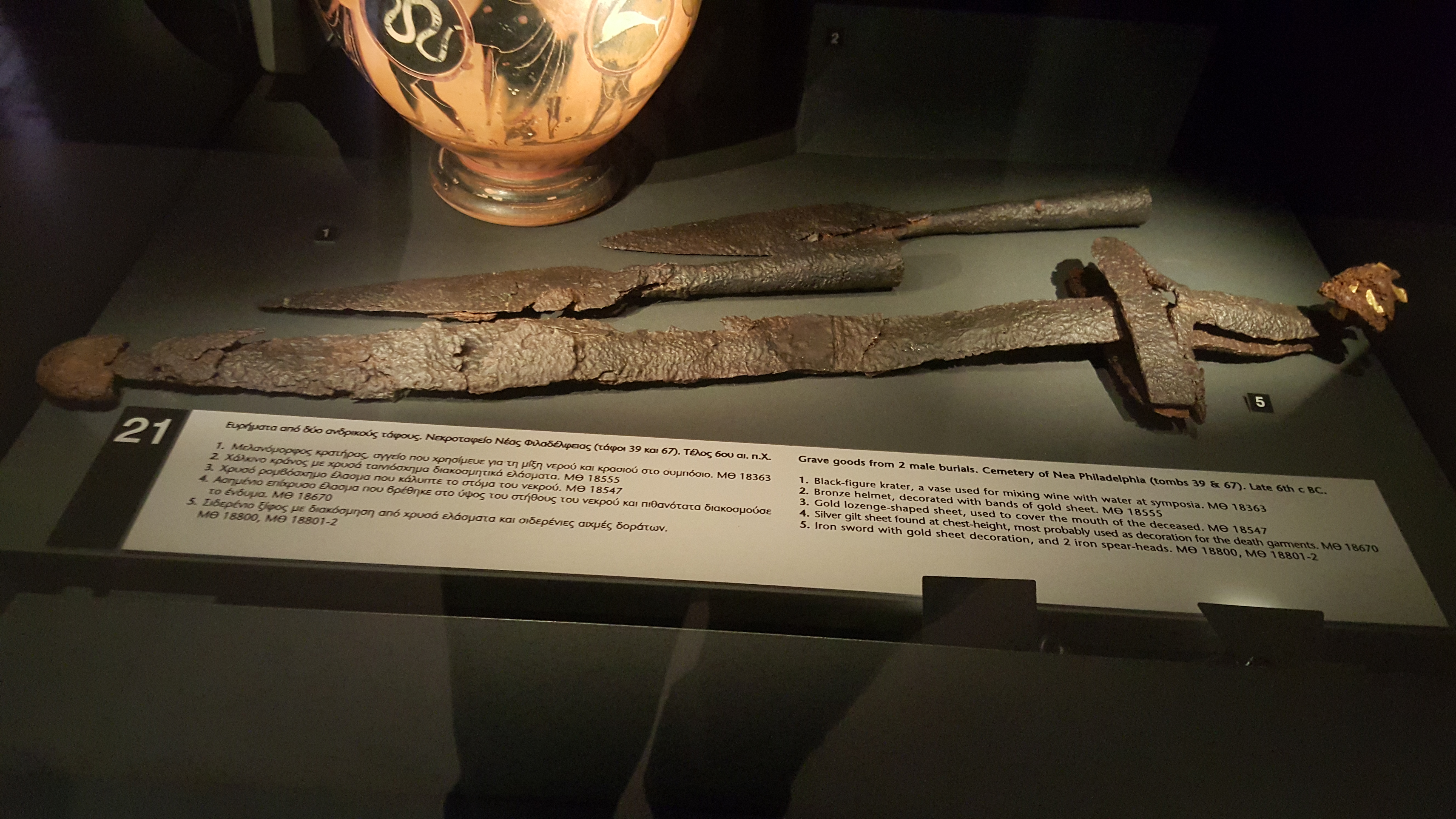
Xiphos, musée archéologique de Thessalonique
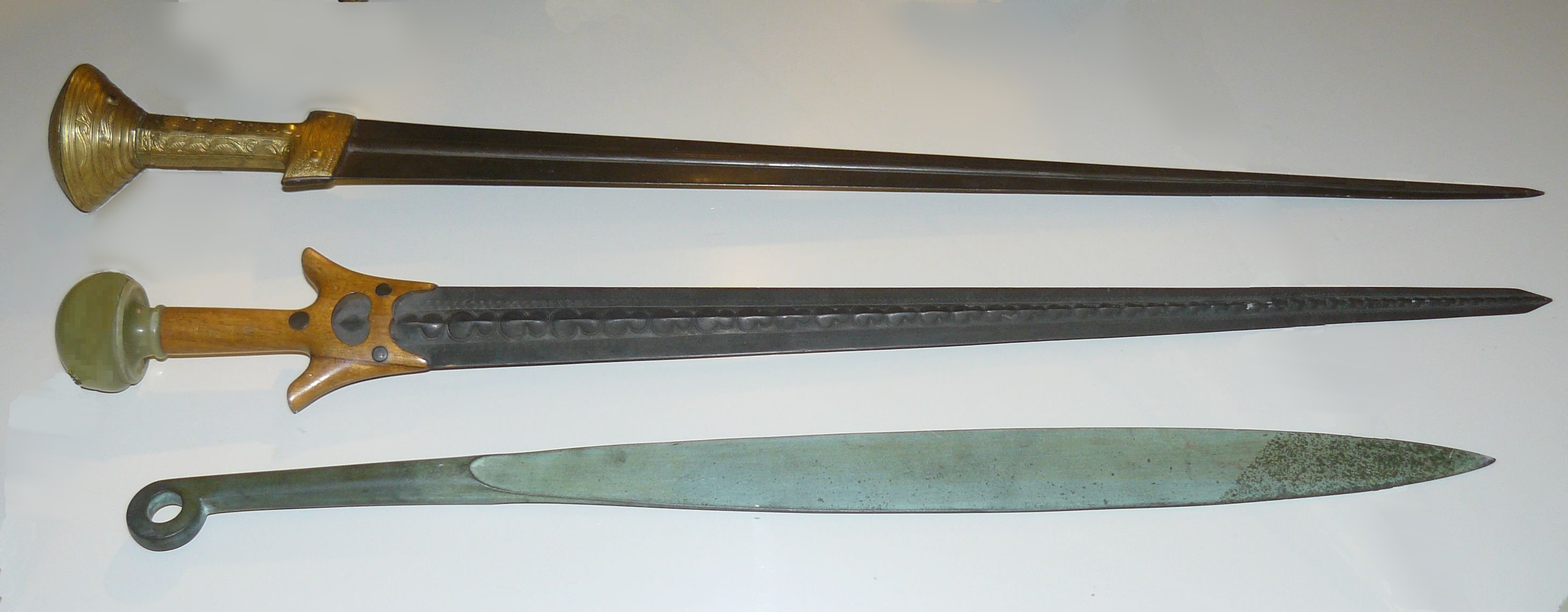
Épées mycéniennes - reconstruction

Cette épée était généralement utilisée quand la lance était brisée, prise par l’ennemi ou jetée par terre pour passer au combat de près. Très peu de xiphos ont été préservés jusqu'à aujourd'hui.
Plusieurs autres épées similaires au xiphos sont apparues durant l’histoire de la Grèce antique. Une de ces épées est la Naue II, originellement connue sous le nom de "Griffzungenschwerter" ou de "Griffplatenschwerter" et considérée l'ancêtre du xiphos. Elle a été renommée après l'archéologue Julius Naue, afin d'éviter les éventuels soucis qu'un nom en Allemand pourrait causer aux autres archéologues internationaux.
Même si leur lame est de forme similaire, en feuille avec la partie la plus large de la lame vers les 2/3 de celle-ci, la Naue II et le xiphos diffèrent au niveau de la garde : tandis qu'elle est rivetée et généralement en forme de croissant avec un pommeau en forme de disque chez la première, celle-ci est cruciforme chez le xiphos et accompaniée d'un pommeau cylindrique (ou rarement en forme de dé à coudre, comme visible chez certains exemplaires trouvés en Carie ou en Macédoine).
La poignée reste cependant similaire, construite la plupart du temps en rivetant deux panneaux de bois ou d'os à une partie central plate en fer.